# Edvard 1.s erobring af Wales
Edvard 1.s erobring af Wales (den Edvardianske erobring af Wales) foregik mellem 1277 og 1283. Den resulterede i walisernes nederlag og Edvard 1., konge af Englands annektering af Fyrstedømmet Wales og de øvrige sidste frie fyrstedømmer.
I 1200-tallet var Wales delt imellem de oprindelige walisiske fyrstedømmer og de områder, som Anglonormannerne kontrollerede. Det største fyrstedømme var Gwynedd, hvis prinser havde fået kontrol over den største del af landet. Det gjorde de andre walisiske prinser til deres vasaller, og de tog titlen som prins af Wales. Selv om de engelske monarker havde gjort flere forsøg på at få kontrol over de walisiske områder, var det først ved Edvards krig mod Llywelyn ap Gruffudd ("Llywelyn the Last") fra 1277 til 1283, at det lykkedes dem at få fodfæste i Wales.
I felttogene i 1277 og 1282/1283 reducerede Edvard først de walisiske fyrstedømmer og løb dem herefter fuldstændigt over ende. Størstedelen af de erobrede territorier blev et kongeligt len, der tilhørte den engelske tronarving med titlen Prins af Wales. Resten blev givet til Edvards støtter som hans nye Marcher lordships. Selv om territorierne ikke for alvor blev en del af Kongeriget England før Laws in Wales Acts 1535–1542, markerede Edvards erobring afslutningen på den walisiske uafhængighed.

## Baggrund: Wales i højmiddelalderen
Efter en række invasioner kort efter den erobring af England i 1066, lykkedes det normannerne at overtage store dele af Wales og etablere semi-uafhængige Marcher lordships, der var loyale mod den engelske krone. De walisiske fyrstedømmer som Gwynedd, Powys og Deheubarth overlevede, og fra slutningen af 1000-tallet begyndte waliserne at trænge normannerne tilbage mod England. I det 12. århundrede svingede området mellem walisisk styre og de engelske konger. Særligt Henrik 2., forsøgte adskillige gange at etablere et overherredømme over de walisiske fyrstedømmer. Således var de walisiske marcher lordships reduceret til syd og sydøst.
Fyrstedømmet Gwynedd var den dominerende magt i Wales i første halvdel af 1200-tallet og var sammen med Powys og Deheubarth de mest magtfulde områder. Gwynedds prinser fik titlen som prins af Wales. Krige med England i 1241 og 1245, der blev efterfulgt af en disput i dynastiet om, hvem der skulle have tronen, svækkede Gwynedd og tillod, at Henrik 3. indtog Perfeddwlad (også kendte som "Four Cantrefs", den østlige del af fyrstedømmet). Fra 1256 rejste Gwynedd sig atter under Llywelyn ap Gruffudd (som blev kendt som "Llywelyn den sidste"), hvor kampen mod Henrik 3. blev genoptaget, og Perfeddwlad blev generobret. Ved Montgomerytraktaten i 1267 blev freden genoprettet. Og mod at forpligte sig til at hylde den engelske konge, blev Llywelyn anerkendt som prins af Wales og hans generobring af Perfeddwlad blev accepteret af Henrik. Sporadisk krigsførelse fortsatte mellem Llywelyn og nogle af de forskellige marcher lords, som Gilbert de Clare, Roger Mortimer og Humphrey de Bohun.

## Erobring

### Umiddelbare årsager til krig
Henrik 3. døde i 1272, og han blev efterfulgt af sin søn Edward 1. Mens Henriks ineffektivitet havde ledt til et kollaps af den kongelige autoritet i England under hans styre, så var Edvard en stærk og energisk konge, der tilmed var en dygtig militær leder.
I 1274 blev spændingerne mellem Llywelyn og Edvard større, da Gruffydd ap Gwenwynwyn fra Powys og Llywelyns yngre bror Dafydd ap Gruffydd sluttede sig til englænderne og søgte beskyttelse af Edvard. Som følge af den fortsatte konflikt med marcher lords og Edvards beskyttelse af afhopperne, så nægtede Llywelyn at komme til Chester i 1275, hvor Edvard beordrede ham til at komme for at hylde den engelske konge. Edvard blev provokeret endnu engang, da Llywelyn planlagde at ægte Eleanor, der var datter af Simon de Montfort, der havde ledet et oprør mod kronen, mens Edvards far var konge. I november 1276 erklærede Edvard krig mod Llywelyn. Hans mål var dog nok nærmere at få gjort en ende på en genstridig vasal, end at påbegynde en erobringskrig.

### Invasionen i 1277
Inden hoveddelen af den kongelige hær var samlet i begyndelsen af 1277, sendte Edvard lejesoldater ind i Syd- og Midtwales. Nogle var marcher lords og andre riddere i det kongelige hushold. De oplevede betydelig succes, idet flere af de walisiske ledere overgav sig og sluttede sig til englænderne, fordi de var utilfredse med Llywelyns styre. I juli 1277 sendte Edvard en ekspedition ind i North Wales sammen med sin egen hær på 15.500 mand - hvoraf 9.000 var walisere fra syd - der var samlet på traditionel vis via det feudale system. Fra Chester marcherede hæren ind i Gwynedd og slog først lejr ved Flint og herefter ved Rhuddlan og Deganwy og forårsagede sandsynligvis stor skade i de områder, som de kom igennem. En flåde fra Cinque ports gav støtte fra havet.
Llywelyn erkendte snart, at hans position var håbløs, og han overgav sig. Felttoget resulterede aldrig i et rigtigt stort slag. Edvard forhandlede sig til bosættelser frem for at forsøge sig med en total erobring. Mangel på mænd og forsyninger i november 1277 kan også have været årsagen. Under alle omstændigheder havde Llywelyns territorier ikke været hans mål.

### Freden ved Aberconwy
Ved Freden i november 1277 fik Llywelyn kun den vestlige del af Gwynedd, selvom han fik lov at beholde titlen som prins af Wales. Det østlige Gwynedd blev delt mellem Edvard og Llywelyns bror Dafydd, mens resten blev fordelt mellem de folk, som havde hjulpet Edvard med erobringen, selvom det i praksis blev Edvards land.
Som et resultat af begge de territoriale ekspropriationer og underkastelsen af de ledende familier blev Deheubarth, Powys og Midtwales en blanding af kontrolleret kongeligt område og lydige engelske protektorater. Edvards sejr var omfattende, og den repræsenterede en større omfordeling af magt og territorier i Wales i Edvards favør. Edvard kunne nu nyde at have en grad af direkte kontrol over de walisiske områder, som ingen tidligere engelsk konge havde opnået.

### Felttoget 1282–83
I 1282 udbrød der atter krig som resultatet af et oprør, som Llywelyns Dafydd begyndte, fordi han var utilfreds med det, han havde fået ud af at støtte Edvard i 1277. Dafydd startede en serie angreb, der blev koordineret med de walisiske ledere i Deheubarth og North Powys, som havde været Llywelyns vasaller indtil 1277 og som nu var Edvards vasaller. Llywelyn og de andre walisiske ledere med dem i syd tilsluttede sig snart efter, og det blev et noget andet felttog end i 1277. Det blev en national kamp, der fik bred støtte af waliserne, der var provokeret af Edvards forsøg på at indføre engelsk lov over waliserne. Edvard begyndte dog snart at se det som en decideret erobringskrig frem for blot en strafekspedition for at slå oprøret ned.
Englænderne indledte et tre-delt angreb, hvor Edvard førte sin hær ind i North Wales stort set samme vej som i 1277, Roger Mortimer tog sig af Midtwales og jarlen af Gloucester avancerede med en betydelig hær i syd. Til at begynde med var waliserne heldige. I juni 1282 blev Gloucester besejret under slaget ved Llandeilo Fawr. Edvard erstattede ham med William de Valence, jarl af Pembroke som plyndrede i syd så langt som til Aberystwyth, men han havde ingen opgør med den walisiske hær. Edvard oplevede hefter et tilbageslag i Midtwales, da hans kommandør her, Roger Mortimer, døde i oktober. Den 6. november, mens ærkebiskoppen af Canterbury, John Peckham, var i gang med fredsforhandlinger, besluttede Edvards kommandør i Anglesey, Luke de Tany, at udføre et overraskelsesangreb. Kort efter at Tany og hans mænd havde krydset en pontonbro, som de havde bygget, blev de overfaldet af waliserne og led store tab under slaget ved Moel-y-don.
Krigen vendte til Edvards fordel, da Llywelyn pludselig marcherede ud af North Wales mod Builth i Midtwales. Han blev lokket i en fælde og dræbt under slaget ved Orewin Bridge den. 11. december 1282. Edvard drog fordel af disse tilfældige begivenheder og samlede en ny hær, der marcherede ind i Snowdonia i januar 1283, hvor den erobrede Dolwyddelan Castle i hjertet af den walisiske modstand. På samme tid avancerede de Valence i syd fra Cardigan ind i Meirionnydd. Kombinationen af de Valence' pres fra syd og kongens avancement i nord var for meget for de walisiske tropper. Erobringen af Gwynedd var komplet med tilfangetagelsen af Dafydd i juni 1283. Dafydd havde fulgt sin bror som prins i december året før, og han blev ført til Shrewsbury, hvor han blev henrettet som forræder næste efterår.

## Efterspil

### Territorielle bosættelser
Edvard delte de walisiske fyrstedømmers territorier mellem sig (under direkte kongelig kontrol) og sine støtter via tildeling af landområder. De blev i praksis nye marcher lordships. Disse adelstitler blev hovedsageligt skabt til anglonormannere som jarlen af Lincoln som modtog titlen som lordship of Denbigh. Derudover fik Edvards walisiske allierede deres eget land tilbage, men ikke på feudal basis; Owain ap Gruffydd ap Gwenwynwyn, fra prinseslægten Powys Wenwynwyn, fik sin forfædres jord som lordship of Powys og blev kendt som Owen de la Pole (eller "Poole").
Den del, der blev holdt under direkte kongelig kontrol, blev organiseret under Statute of Rhuddlan i 1284, der erklærede, at det var "annekteret og forenet" under den engelske krone, selvom de ikke blev en del af Kongeriget England. De blev kongens personlige len, og i 1301 blev de videregivet til Edvards søn, Edvard af Caernarfon (den fremtidige kong Edvard 2.), med titlen "Prins af Wales" og derefter blev områderne og titlen tildelt alle tronarvinger.
Statute of Rhuddlan delte områderne under kongelig kontrol op i seks shire counties efter den engelske model, der blev administreret af kongelige embedsmænd. Statute håndhævede også English common law i Wales, dog med nogle lokale variationer. Walisisk lov fortsatte med at blive brugt i visse civile sager, såsom arv af jord, dog med ændringer, for eksempel kunne uægte sønner ikke længere kræve en del af arven, hvilket walisisk lov hidtil havde tilladt.
Resten af Wales fortsatte med at blive dannet som March of Wales under lederskab af de forskellige Marcher lords ligesom før, og fra 1290'erne begyndte Edvard at blande sig i disse affærer i større grad.

### Kolonisering og borgbyggeri
Fra 1277 og særligt efter 1283 begyndte Edvard en politik med engelsk kolonisering og bosættelse i Wales, og han skabte byer som Flint, Aberystwyth og Rhuddlan. Uden for byerne blev de walisiske bønder smidt væk fra vigtige områder, så de kunne blive overtaget af engelske bønder i stedet. Eksempelvis var der i Lordship of Denbigh overtaget 10.000 acre af engelske bønder i 1334.
Edvard største bekymring efter sin sejr var at sørge for militær sikkerhed i de nye territorier, og han opførte derfor borge af sten. Under James of Saint Georges vejledning opførte Edvards bygmeste en serie af store borge ved brug af et karakteristisk design og de mest avancerede forsvarsfunktioner, der var kendt, for at danne en "ring af sten" rundt om North Wales. Blandt de vigtigste bygninger var borgene Beaumaris, Caernarfon, Conwy og Harlech.

### Yderligere oprør
Der fortsatte med at være sporadiske oprør i Wales både 1287-88 og et mere seriøst i 1294 under Madog ap Llywelyn, der var en fjern slægtning af Llywelyn ap Gruffudd samt i 1316–1318 af Llywelyn Bren, Lord of Senghenydd. I 1370'erne planlagde Owain Lawgoch, der var den sidste overlevende repræsentant for huset Gwynedd, to invasioner af Wales med støtte fra Frankrig. I 1400 ledte den walisiske adelsmand Owain Glyndwr (eller Owen Glendower) det mest alvorlige oprør mod det engelsk styre. Ingen af disse oprør var heldige, og ved Laws in Wales Acts 1535–1542 blev Wales formelt inkorporeret i Kongeriget England.

### Konsekvenser for England
Erobringen af Wales havde en uforudset forfatningsmæssig betydning for England. Prisen på erobringen var meget stor. Med opførslen af de nye slotte brugte Edvard omkring £173.000.
Derudover måtte statskassen betale den militære aktion i Wales herunder vedligeholdelse af slottene. Kongens finansielle behov bidrog til udvidelse af engelske parlaments rolle, da det blev nødvendigt at opkræve skatter for at dække udgifterne.